# Cyrtandra kermesina
Cyrtandra kermesina är en tvåhjärtbladig växtart som beskrevs av Brian Laurence Burtt. Cyrtandra kermesina ingår i släktet Cyrtandra och familjen Gesneriaceae. Inga underarter finns listade i Catalogue of Life.